# Joseph (álbum)
Joseph é o primeiro extended play do cantor e compositor Zé Felipe. O álbum gravado pela gravadora Som Livre conta com 6 músicas e 16 minutos.

## Antecedentes
O nome Joseph é um apelido carinhoso dado pela esposa de Zé Felipe, Virginia Fonseca.

## Lista de faixas
| N.º | Título                                       | Compositor(es)                                                              | Duração |  |
| 1.  | "Revoada No Colchão" (com Marcynho Sensação) | Shylton Fernandes / Lucas Medeiros / Diego Barão / DJ DG / Batidão Stronda  | 2:33    |  |
| 2.  | "Senta Danada" (com Os Barões da Pisadinha)  | Victor Casagrande / Fernandes / Robson Lima / Kinho Chefão                  | 2:52    |  |
| 3.  | "Toma Toma Vapo Vapo" (com MC Danny)         | Medeiros / MC Danny / Fernandes / Vinicius Poeta                            | 2:36    |  |
| 4.  | "10 e Faixa" (com Ferrugem)                  | Jeninho / Jenner Melo / João Pedroni / Raffa Libi                           | 2:29    |  |
| 5.  | "Tranquilita" (com Virginia Fonseca)         | Tierry / Arthur Marques / Oscar Dominic / Sunroi / Bruno Sucesso            | 2:04    |  |
| 6.  | "Agenda Lotada" (com Leo Santana)            | Alê / Gabriel Nogueira / Leo Santana / Lucano Barros / Marrom / Peh de Pato | 2:57    |  |